# HappyCow
HappyCow（ハッピーカウ）はヴィーガンやベジタリアン向けのレストラン、旅行ガイド、レシピ、健康食品などの情報集めた総合コミュニティサイト。

## 歴史
1999年にベジタリアンやヴィーガン向けレストランの世界ガイドとして設立。

サイトにはユーザーから寄せられた180か国5万社以上の企業のリストと14万本を超えるレビューが掲載されている。

レストランはヴィーガン、ベジタリアン、またはベジフレンドリーのいずれかに分類される。ベジフレンドリーは最初、「少なくともメニューの6割がベジタリアン向けであること」と定義されていた。これはその後、その地域でのヴィーガン向け食品の入手のしやすさに基づいて、より柔軟なガイドラインに変更された。
その他のリストには、健康食料品店、ジュースバー、ヴィーガンフレンドリーな宿泊施設、社交・活動グループ、ケータリング事業など、動物に配慮した団体が掲載されている。ウェブサイトにはフォーラムやブログのページもある。
2012年、YouTubeチャンネルが開設された。

## 収入源
収入は運営費に還元される。収入源は広告、スポンサー企業、ユーザーからの寄付で賄われている。

2014年、「The HappyCow Cookbook: Recipes from Top-Rated Vegan Restaurants around the World」を出版。

## 受賞歴
- VegNews主催Veggieawards「Favorite Website」部門11年連続受賞
- the Institute for the Psychology of Eating主催Top 50 vegetarian blogs 2012
- web100.com主催Top 100 vegetarian food websites